# Jóestét
Jó estét – 1932. június 18. és 1940. augusztus 30. között Kolozsvárott minden este megjelenő független politikai napilap. Első főszerkesztője S. Nagy László volt, de már az I. évfolyam 83. számától (1932. szeptember 23.) a szerkesztésért és kiadásért felelős Mayer Antal egyedül irányítja az újságot. Célkitűzése, hogy – miként testvérlapja, a Jóreggelt (1932. június 18. – 1933. január 1.) – olcsó pénzért tömör formában megbízható, gyors tájékoztatást biztosítson kisembereknek a nyomasztó gazdasági válság és az egyre feszültebbé váló nemzetközi helyzet közepette. Ennek megfelelően, jobbára névtelenül (aláírás nélkül) közölt cikkei, riportjai és hírmagyarázatai központjában a városi közügyek, valamint a helyi események állanak; a munkásmozgalmakról szóló részletes beszámolóiból hiányzik ugyan az osztályharcos szellem, de a helyenként bulvár hangvételű lap külpolitikai rovata következetesen antifasiszta irányvonalat követ (ilyen címekkel: Rejtélyes tervek a fasizmus árnyékában; Mussolini, Hitler és Gömbös titkos akciója az európai békefront ellen).
Munkatársai közé tartozott Halász József, Perényi János, Rajnay Tibor, Ványolós István és Zamora S. János, s viszonylag gyakran nyilatkozott hasábjain a romániai művelődés kérdéseiről kritikus szellemben Emil Isac.